# Lunania parviflora
Lunania parviflora är en videväxtart som beskrevs av Richard Spruce och George Bentham. Lunania parviflora ingår i släktet Lunania och familjen videväxter. Inga underarter finns listade i Catalogue of Life.